# Andrzej Wierciński (pianiste)
Pour les articles homonymes, voir Andrzej Wierciński (homonymie).
Andrzej Wierciński, né le 21 novembre 1995  à Varsovie, est un pianiste polonais. 

## Biographie
Andrzej Wierciński a commencé dès l'âge de 6 ans à fréquenter le conservatoire de musique Grażyna-Bacewicz de Varsovie (Zespół Państwowych Ogólnokształcących Szkół Muzycznych I i II stopnia nr 3. im. Grażyny Bacewicz), avec Ramiro Sanjines comme professeur de piano. En 2010, il s'inscrit au conservatoire Zenon-Brzewski de Varsovie (Ogólnokształcąca Szkoła Muzyczna II st. im. Zenona Brzewskiego) avec comme professeur Anna Jastrzębska-Quinn, doyen de la faculté de piano de l'université de musique Frédéric-Chopin. Depuis 2014, il est étudiant de Wojciech Świtała (pl) à l'Académie de musique de Katowice, en Silésie. Il suit des master-classes de Katarzyna Popowa-Zydroń (pl), Andrzej Jasiński, André Laplante, Krzysztof Jabłoński (pl) et Waldemar Wojtal (pl).

## Récompenses
- 1er prix au 2e concours international de piano de Saint-Priest, France 2019
- 1er prix au 46e concours national de piano Chopin de Varsovie, Pologne 2015[3],[4],[5]
- 1er prix au Xe Concours international de piano "Golden Ring" en Slovénie 2014[6]
- 1er prix au VIe Concours international de piano Chopin de Budapest, Hongrie, 2014
- Finaliste et prix spécial pour le meilleur candidat de la Pologne au Xe Concours international de piano Chopin de Darmstadt, Allemagne 2013
- 1er prix au Concours international de piano pour jeunes pianistes Frédéric-Chopin, Varsovie, 2012
- 1er prix aux auditions nationales des Écoles de Musique, Varsovie, 2013 en duo de piano avec Karolina Le Thu Quynh[7]
- 1er prix et prix spécial pour la meilleure interprétation d'une œuvre de Karol Szymanowski au XVIIe Concours national de piano de Konin, 2012.
- 1er prix au VIIIe Festival national de piano "Interprétations de Chopin par des jeunes" Konin - Weyburn, 2011

En 2012 il a participé au Morningside Music Bridge de l'université Mount Royal à Calgary (Canada).